# Vanessa Williams
Vanessa Williams (Tarrytown, New York, 18. ožujka 1963.) je američka glumica, pjevačica i manekenka. Najpoznatija je po ulozi Wilhelmine Slater u TV seriji Ružna Betty. Trenutno nastupa kao Renée Filmore-Jones u 7. sezoni serije "Kućanice".